# Jüdische Friedhöfe in Harmuthsachsen
Bei den Jüdischen Friedhöfen in Harmuthsachsen handelt es sich um zwei unterschiedlich alte, noch bestehende jüdische Friedhöfe im Ortsteil Harmuthsachsen der Kleinstadt Waldkappel im Werra-Meißner-Kreis in Hessen. Beide Friedhöfe sind Kulturdenkmäler.

## Alter Friedhof

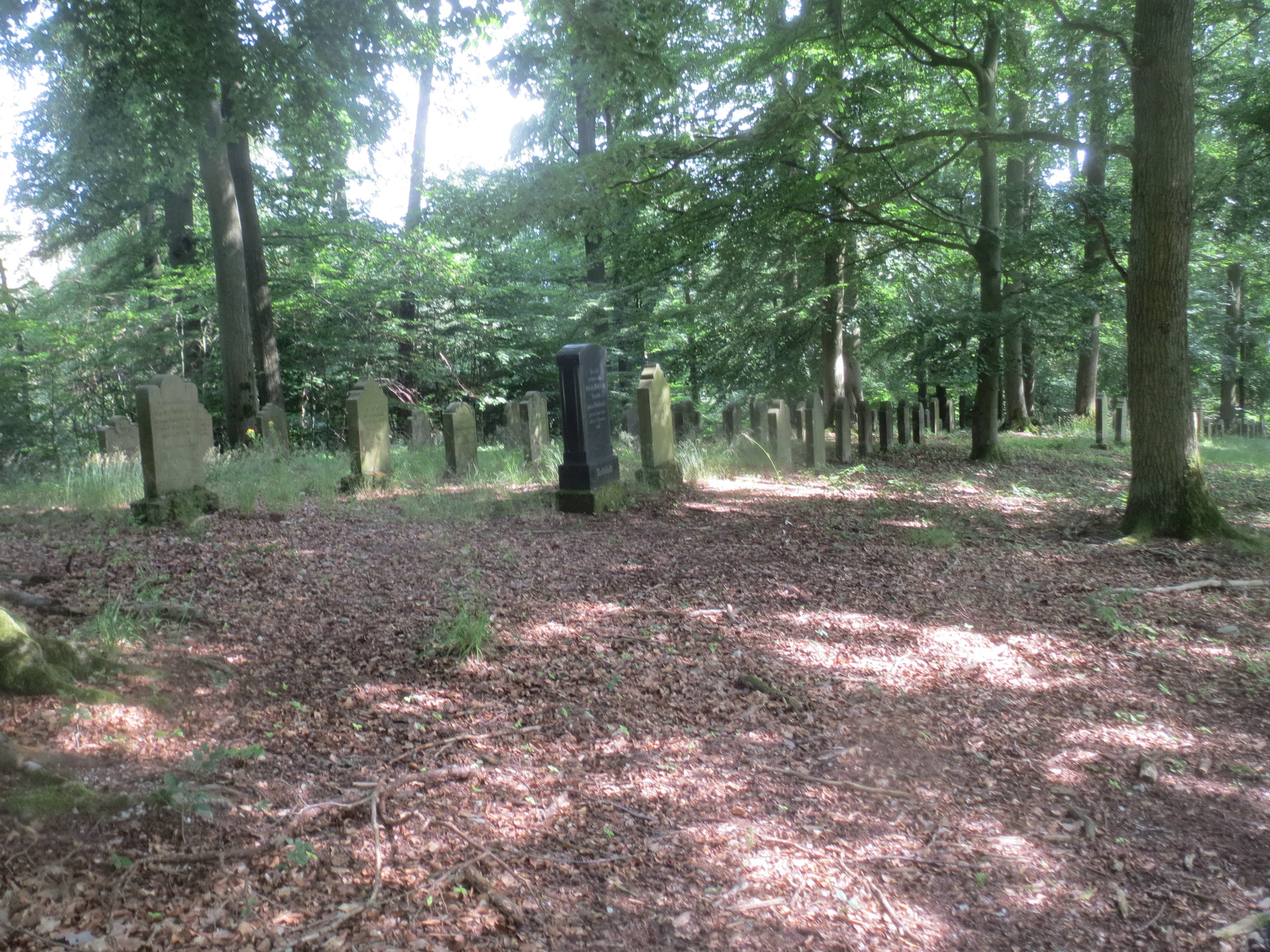
Alter jüdischer Friedhof

Der Alte Friedhof liegt auf einem schmalen Bergsporn des Rauschenberges, wenige hundert Meter nordöstlich des Gutshofes innerhalb einer Waldparzelle, die zu diesem Gut gehört. Es sind 72 Grabsteine vorhanden. Es ist nicht bekannt, wann der Friedhof angelegt wurde; belegt wurde er von 1690 bis 1903. Im Jahr 1924 wurde der Friedhof schwer geschändet: Sieben Jugendliche, darunter die Söhne des Pfarrers und des Lehrers am Ort, stürzten 63 Grabsteine um und richteten Zerstörungen an. 1938 wurden noch 75 Gräber gezählt.

## Neuer Friedhof

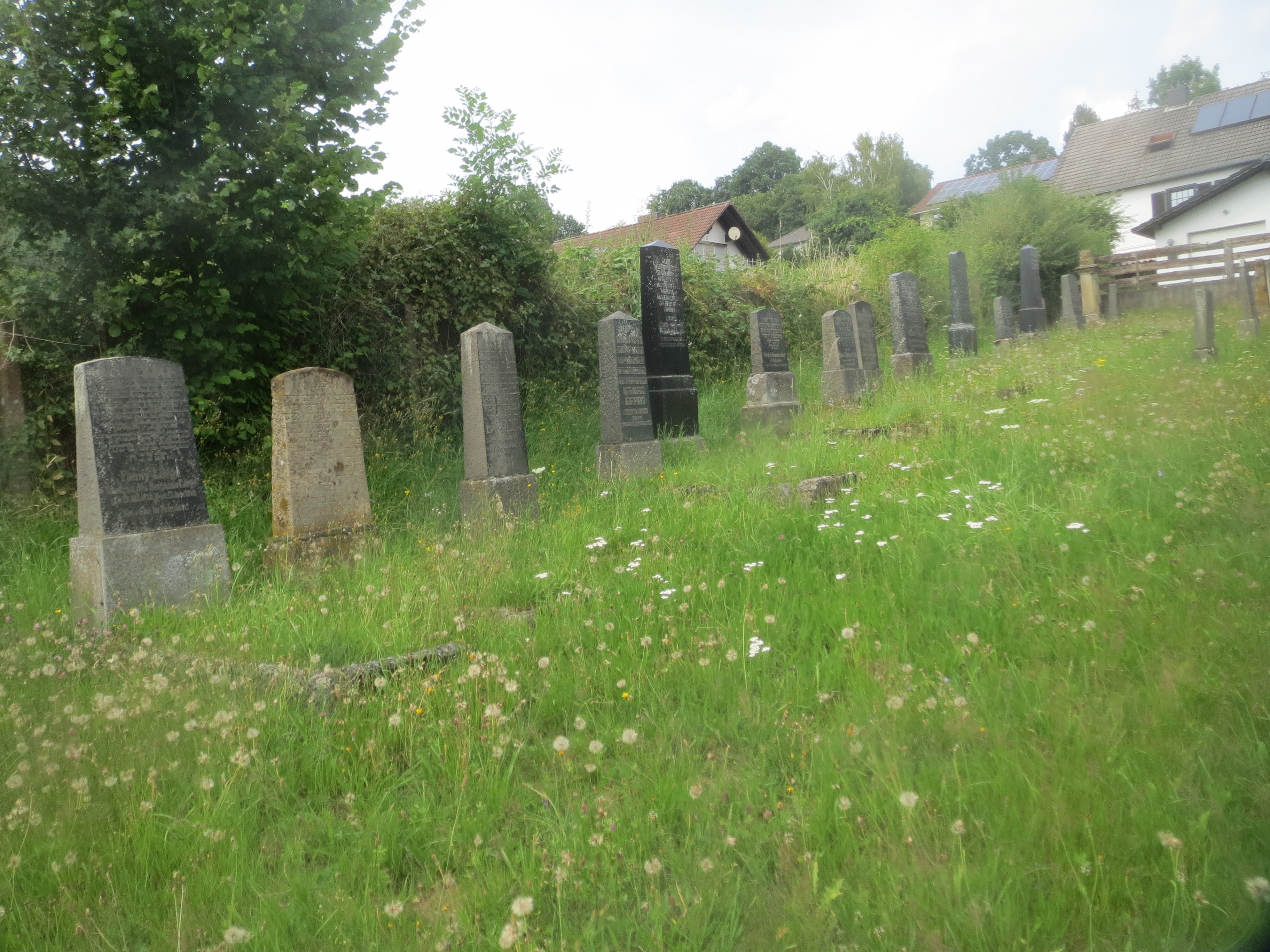
Neuer jüdischer Friedhof

Der 330 m² große Neue Friedhof liegt an der Straße „Im alten Dorf“. Er ist heute von einem Neubaugebiet umgeben. Die Grabsteine stehen bis heute in zwei Reihen. Der Friedhof, der von 1907 bis 1935 belegt wurde, wurde 1906 am Ortsrand von Harmuthsachsen angelegt. Im Jahr 1938 befanden sich auf ihm 23 Gräber.